# Rainha da Sucata
Rainha da Sucata é uma telenovela brasileira produzida e exibida pela TV Globo de 2 de abril a 26 de outubro de 1990, em 179 capítulos. Substituiu Tieta e foi substituída por Meu Bem, Meu Mal, sendo a 42ª "novela das oito" a ser transmitida pela emissora. 
Escrita por Silvio de Abreu, com colaboração de Alcides Nogueira e José Antônio de Souza. Conta com a direção de Fábio Sabag, Mário Márcio Bandarra e Jodele Larcher, sob a direção geral e de núcleo de Jorge Fernando.
Contou com as atuações de Regina Duarte, Glória Menezes, Tony Ramos, Antônio Fagundes, Renata Sorrah, Daniel Filho, Aracy Balabanian e Claudia Raia.

## Enredo
Ambientada em São Paulo, a trama retrata o universo dos novos-ricos e da decadente elite paulistana, contrapondo duas personagens femininas distintas: a emergente Maria do Carmo Pereira e a socialite falida Laurinha Figueroa.
A empresária Maria do Carmo enriquecera com os negócios de ferro-velho do pai, o português Onofre, comprando um prédio na Avenida Paulista, no qual fundou uma concessionária, a Do Carmo Veículos, além de uma casa de shows, a lambateria Sucata. Mesmo bem sucedida, Maria do Carmo não perdeu os hábitos simples, permanecendo morando no bairro de Santana, na zona norte, com o pai e a mãe Neiva. Mulher de personalidade forte, mas meio grossa no modo de agir, Maria do Carmo almeja conquistar a high society da elite paulistana, percorrendo um árduo caminho para isso.
O caminho de Maria do Carmo volta a cruzar com o de Edu, playboy que a humilhara na época do colegial e que hoje vive uma situação de falência ao lado de sua tradicional família, os Albuquerque Figueroa. Vendo nisso uma oportunidade para se vingar de Edu e adentrar na alta sociedade, Maria do Carmo propõe um acordo: um casamento de conveniência, afinal eles possuem o sobrenome e ela o dinheiro. Após o casamento, Maria do Carmo vai morar no casarão dos Figueroa, no nobre bairro dos Jardins, mas precisará enfrentar a oposição de Laurinha. Sofisticada e ardilosa, a megera se nega a aceitar a falência da família e despreza Maria do Carmo, suportando-a apenas por conta de seu dinheiro e chamado-a pejorativamente de "sucateira". Casada com o milionário Betinho, muito mais velho que ela, Laurinha nutre uma paixão secreta e proibida por seu enteado Edu, fazendo de tudo para prejudicar a união do casal e arruinar a nova vida de Maria do Carmo.
Além das maldades de Laurinha, Maria do Carmo ainda precisará enfrentar as armações de Renato Maia, seu principal sócio e administrador de seus empreendimentos. Falso e mau caráter, Renato nutre uma obsessão por ela e deseja se apoderar de todos os seus negócios. Após a morte de Onofre, um caso entre ele e a vizinha Salomé vem à tona, revelando a paternidade de Caio e Mariana Szimanski, amigos de Maria do Carmo. De olho em sua parte na herança, Renato seduz a tímida e romântica bibliotecária Mariana, com quem acaba se casando.
Já Caio é um tímido e ingênuo professor de paleontologia que sofre de gagueira e vive um romance tumultuado com a vizinha Nicinha, moça metida e fogosa. Ele acaba se apaixonando pela dançarina Adriana, filha de Laurinha e Betinho; ansiosa e desengonçada, a "bailarina das coxa grossa" vive sendo humilhada pela mãe, enquanto sonha com uma carreira de sucesso, passando a disputar o amor dele com Nicinha.
Maria do Carmo ainda precisará enfrentar a oposição de sua vizinha Dona Armênia, viúva fofoqueira e de origem homônima, que trata "suas três filhinhas" Gerson, Gera e Gino como crianças. Legítima dona do terreno onde está situada a Sucata, Dona Armênia passa a querer implodir o prédio e colocá-lo "na chon" das mais variadas maneiras. Gerson é apaixonado por Maria do Carmo, mas começa a disputar o coração da francesa Ingrid, sobrinha de Betinho, ao lado de seus irmãos.
Na mansão dos Figueroa ainda vive o misterioso Jonas, mordomo que trabalha há anos para a família e anota cada passo dos seus integrantes, investigando-os, além de esconder a sete chaves um caso do passado com Isabelle, mãe de Ingrid e irmã de Betinho. A jovem jornalista Paula é outra interessada na história dos Figueroa, acabando por se apaixonar por Edu, sem nem desconfiar que é filha biológica de Jonas. Já a estudante Alaíde trabalha como arrumadeira na mansão para ajudar a mãe, a empregada Lena, a quem deseja dar um futuro melhor. Apesar de odiar Laurinha, ela acaba se apaixonando pelo filho dela, o mulherengo Rafael; paixão essa prejudicada após Lena revelar que ela é filha de Betinho, sem nem desconfiar que Rafael é fruto de uma traição de Laurinha.

## Elenco
| Intérprete              | Personagem                                      |
| ----------------------- | ----------------------------------------------- |
| Regina Duarte           | Maria do Carmo Pereira                          |
| Glória Menezes          | Laura Magalhães Albuquerque Figueroa (Laurinha) |
| Tony Ramos              | Eduardo Albuquerque Figueroa (Edu)              |
| Antônio Fagundes        | Caio Szimanski                                  |
| Daniel Filho            | Renato Maia                                     |
| Renata Sorrah           | Mariana Szimanski                               |
| Cláudia Raia            | Adriana Albuquerque Figueroa (Adriana Ross)     |
| Raul Cortez             | Jonas Queiroz Scott                             |
| Aracy Balabanian        | Dona Armênia Giovanni                           |
| Paulo Gracindo          | Alberto Albuquerque Figueroa (Betinho)          |
| Cláudia Ohana           | Paula Ramos                                     |
| Marisa Orth             | Eunice Moreiras (Nicinha)                       |
| Nicette Bruno           | Neiva Matias Pereira                            |
| Patricia Pillar         | Alaíde Ribeiro / Beatriz Vasconcelos (Bia)      |
| Maurício Mattar         | Rafael Albuquerque Figueroa                     |
| Gianfrancesco Guarnieri | Irineu Saldanha (Saldanha) / Credolfo Saldanha  |
| Cleyde Yáconis          | Isabelle Albuquerque Figueroa de Bresson        |
| Andréa Beltrão          | Ingrid Albuquerque Figueroa de Bresson          |
| Lolita Rodrigues        | Maria Helena Ribeiro (Lena)                     |
| Flávio Migliaccio       | Oswaldo Moreiras (Seu Moreiras)                 |
| Gerson Brenner          | Gerson Giovanni                                 |
| Marcello Novaes         | Geraldo Giovanni (Gera)                         |
| Jandir Ferrari          | Gino Giovanni                                   |
| Mônica Torres           | Margarida Viana (Guida)                         |
| José Augusto Branco     | Dr. Ademar Rodrigues                            |
| Aldine Müller           | Ângela                                          |
| Ivan Cândido            | Franklin                                        |
| Paulo Guarnieri         | Sérgio Saldanha                                 |
| Paulo Reis              | Gustavo Mota Mello (Guga)                       |
| André Di Mauro          | Manuel Muniz de Souza (Maneco)                  |
| Maria Helena Dias       | Samira Zaída                                    |
| Dill Costa              | Vilmar Castro                                   |
| Hilda Rebello           | Dona Jorgina                                    |

### Participações especiais
| Intérprete               | Personagem                                         |
| ------------------------ | -------------------------------------------------- |
| Lima Duarte              | Onofre Pereira                                     |
| Fernanda Montenegro      | Salomé Szimanski                                   |
| Laura Cardoso            | Iolanda Maia                                       |
| Milton Moraes            | Vicente Pinheiro                                   |
| Reginaldo Faria          | Edson Paes de Mello                                |
| Jorge Dória              | Alberico Cassinelli                                |
| Ilka Soares              | Júlia Cassinelli                                   |
| Cláudio Cavalcanti       | Delegado Rodrigo Lambertini                        |
| Serafim Gonzalez         | Gianlucca Muniz de Souza                           |
| Henri Pagnoncelli        | Dr. Carlos Calu Aranha (Aranha)                    |
| Cláudio Correia e Castro | Dr. Rogério Marques                                |
| Jorge Cherques           | Cyro Laurenza                                      |
| Marcus Alvisi            | Giulliano Laurenza                                 |
| Carlos Kroeber           | Giácomo Di Lampedusa                               |
| Moacyr Deriquém          | Dr. Marcelo Ramos                                  |
| Mário Gomes              | Clóvis Castro                                      |
| Ruth de Souza            | Juíza Elizabeth Andrade                            |
| Neuza Amaral             | Dalva                                              |
| Mário Lago               | Dr. Almeida                                        |
| Carlos Zara              | Olegário                                           |
| Rosita Thomaz Lopes      | Estela                                             |
| Felipe Wagner            | Detetive Lourival Fretas / Fontes                  |
| Ênio Santos              | Delegado Jota                                      |
| Gracindo Júnior          | Delegado Sampaio                                   |
| Sylvia Bandeira          | Heloísa                                            |
| Edgard Amorim            | Fernando                                           |
| Humberto Martins         | Osvaldinho                                         |
| Inês Galvão              | Marisa (Manon)                                     |
| Ivan Mesquita            | Carlos Gouveia                                     |
| Claude Haguenauer        | Julien Sorel                                       |
| Suely Franco             | Amália Matias                                      |
| Beatriz Lyra             | Olga Matias                                        |
| Neusa Borges             | Inês                                               |
| Oswaldo Louzada          | Sebastião (Tião)                                   |
| Dary Reis                | Gervásio                                           |
| Carlos Gregório          | Osmar Maia                                         |
| Nildo Parente            | Jaime                                              |
| Nestor de Montemar       | Giorgio Le Blanche                                 |
| Thelma Reston            | Odete                                              |
| Jorge Fernando           | Diretor Rebello                                    |
| Anna de Aguiar           | Lígia Lemos de Alcântara (Liginha)                 |
| Fernando Amaral          | Marcos Juarez                                      |
| Gilberto Martinho        | Geraldo Gomes                                      |
| Paulo Pinheiro           | Abílio                                             |
| André Barros             | Dênis                                              |
| Zeny Pereira             | Mãe Mercedes                                       |
| Cláudia Netto            | Vesga                                              |
| Chaguinha                | Genésio                                            |
| Marcio Augusto           | Flávio                                             |
| Stênio Garcia            | mendigo bêbado                                     |
| Emiliano Queiroz         | diretor do colégio                                 |
| Zilka Salaberry          | madre superiora                                    |
| Tuca Andrada             | iluminador da Sucata                               |
| Anderson Müller          | asessor de Rebello                                 |
| Marilu Bueno             | amiga dos Figueroa                                 |
| Guti Fraga               | médico de Edu                                      |
| Nelson Freitas           | comprador do avião                                 |
| Jaime Leibovitch         | juiz                                               |
| Ibanez Filho             | tabelião                                           |
| Alexandre Lippiani       | policial                                           |
| Cazarré                  | militar                                            |
| Castro Gonzaga           | jornalista                                         |
| Gisele Fróes             | enfermeira                                         |
| Totia Meireles           | prostituta                                         |
| Marcelo Mansfield        | garçom                                             |
| Adilson Barros           | assaltante                                         |
| Norival Rizzo            | funcionário do cemitério                           |
| Romeu Evaristo           | cliente de La Bodeguita                            |
| José Steinberg           | juiz de paz                                        |
| Anja Bittencourt         | vendedora da loja de chocolates                    |
| Soraya Ravenle           | atendente de clínica                               |
| Yaçanã Martins           | freira do orfanato                                 |
| Duda Mamberti            | agente de viagens de Betinho                       |
| André Gonçalves          | filho do dono da vaca                              |
| Oscar Magrini            | figurante no enterro de Onofre                     |
| Márcio Erlisch           | Alexandre Vidigal (acionista da Do Carmo Veículos) |
| Marília Pêra             | ela mesma                                          |
| Agnaldo Rayol            | ele mesmo                                          |
| Sidney Magal             | ele mesmo                                          |
| Beto Barbosa             | ele mesmo                                          |
| Diogo Vilela             | ele mesmo                                          |

## Produção
Rainha da Sucata foi a primeira novela "das 8" escrita por Sílvio de Abreu, que até então havia assinado várias tramas apresentadas às 19 horas. Ele foi designado para escrever uma telenovela humorística para as 20 horas. Nesta época, havia uma determinação do Departamento de Teledramaturgia da Globo em evitar a apresentação de enredos excessivamente dramáticos neste horário, que começou com a exibição de O Salvador da Pátria. Entretanto, esta proposta só prevaleceu no início da trama. Devido à rejeição do público à comédia excessiva (fator esse que era notado na audiência), a partir de junho de 1990, o autor Silvio de Abreu decidiu deixar a comédia em segundo plano e apostar mais no drama.
Ainda em junho de 1990, a trama passou a mostrar capítulos mais longos. O objetivo era amenizar o impacto que a novela Pantanal causava nos programas posteriores. Essa ação também fazia com que Pantanal perdesse publicidade, pelo fato de começar cada vez mais tarde. Além disso, a seção "cenas do próximo capítulo" também foi extinta.
O Plano Collor, que foi um plano econômico implementado pelo então presidente brasileiro, Fernando Collor de Mello, foi incorporado à história de Rainha da Sucata. A Globo foi acusada de saber das intenções de Collor e não ter alertado a população sobre o tal plano. Mas o que aconteceu na verdade foi que, por causa desse plano do governo, muitas cenas que já estavam prontas tiveram que ser reescritas, para se adaptarem à realidade.
No meio da trama, Silvio de Abreu precisou se afastar dos trabalhos. Gilberto Braga o substituiu e escreveu nove capítulos.
A vilã Laurinha teve seu desfecho 8 capítulos antes do fim da novela. No capítulo 171, exibido em 17 de outubro de 1990, ela comete suicídio, se jogando do prédio da Sucata. Porém o mistério da sua morte é um dos fios condutores da reta final da trama. Três finais diferentes foram escritos para a novela, para manter o segredo sobre o fim da personagem Maria do Carmo.

## Audiência
Na época de sua exibição, alcançou média geral de 61 pontos no IBOPE, ocupando a 6ª colocação entre as novelas de maior audiência da história da TV Globo.

## Exibição

### Exibição internacional
A trama também fez grande sucesso no exterior, sendo vendida para Angola, Argentina, Bolívia, Canadá, Chile, Espanha, Costa Rica, Estados Unidos, Guatemala, México, Nicarágua, Paraguai, Uruguai entre outros países. A novela foi exibida em Portugal pela 1ª vez em 1991, na RTP1, às 20h30 de segunda a sexta feira, em horário nobre, no seu formato original, e depois na TV Globo Portugal, de 23 de novembro de 2009 a 18 de junho de 2010 às 19h30, em 148 capítulos. Na América Latina foi transmitida pela TNT de segunda a sexta as 18h (México DF), 21h  (Buenos Aires), 19h (Bogotá) e 20h (Caracas).[carece de fontes?]

### Reprises
Foi reexibida pelo Vale a Pena Ver de Novo de 28 de fevereiro a 16 de setembro de 1994, substituindo Direito de Amar e sendo substituída por sua antecessora original, Tieta, em 145 capítulos.
Foi reexibida na íntegra pelo Viva de 21 de janeiro a 27 de setembro de 2013, substituindo Que Rei Sou Eu? e sendo substituída por Água Viva, à 00h.

### Outras mídias
Em setembro de 2015, a telenovela foi lançada em formato DVD pela Loja Globo, em um box contendo 12 discos.
Em 7 de outubro de 2024, foi disponibilizada na íntegra pelo Globoplay, como parte do Projeto Resgate.

## Música

### Rainha da Sucata
Rainha da Sucata (comumente chamado de Rainha da Sucata - Nacional) foi o primeiro álbum da trilha sonora da novela. O álbum foi lançado em CD, fita cassete, e LP pela Som Livre, em 1990 no Brasil, e em 1991 em Portugal, pela Columbia Records. O álbum conta com uma seleção variada de canções, de vários gêneros, como MPB, música latina, pop rock, lambada, e bossanova, interpretadas por diferentes artistas brasileiros. 

#### Lista de faixas
| Rainha da Sucata – Edição brasileira |                                     |                                             |                      |         |  |
| N.º                                  | Título                              | Compositor(es)                              | Artista(s)           | Duração |  |
| 1.                                   | "Me Chama que Eu Vou"               | Torcuato Mariano Cláudio Rabello            | Sidney Magal         | 3:15    |  |
| 2.                                   | "Foi Assim (Juventude e Ternura)"   | Renato Corrêa Ronaldo Corrêa                | Wanderléa            | 4:17    |  |
| 3.                                   | "Coração Pirata"                    | Nando Aldir Blanc                           | Roupa Nova           | 4:42    |  |
| 4.                                   | "Cigano"                            | Djavan                                      | Djavan               | 4:48    |  |
| 5.                                   | "Próxima Parada" (Texto incidental) | Jorge Salomão Antonio Cicero Marina Lima    | Marina Lima          | 3:48    |  |
| 6.                                   | "A Mais Bonita"                     | Chico Buarque                               | Maria Bethânia       | 3:56    |  |
| 7.                                   | "Na Captura" (instrumental)         | Ary Sperling                                | Ary Sperling         | 3:26    |  |
| 8.                                   | "Coisas da Vida"                    | Milton Nascimento Fernando Brant            | Milton Nascimento    | 4:59    |  |
| 9.                                   | "Nua Ideia (Leila XII)"             | Caetano Veloso João Donato                  | Gal Costa            | 3:00    |  |
| 10.                                  | "Meninos e Meninas"                 | Dado Villa-Lobos Renato Russo Marcelo Bonfá | Legião Urbana        | 3:20    |  |
| 11.                                  | "Mais Você"                         | William Forghieri Ritchie Bernardo Vilhena  | Ritchie              | 4:39    |  |
| 12.                                  | "Lanterna dos Afogados"             | Herbert Vianna                              | Paralamas do Sucesso | 3:06    |  |
| 13.                                  | "Naquela Estação (Leila L)"         | Veloso Donato Ronaldo Bastos                | Adriana Calcanhotto  | 4:43    |  |
| 14.                                  | "Em Busca do Amor" (instrumental)   | Sperling                                    | Ary Sperling         | 3:38    |  |
| Duração total:                       | Duração total:                      | Duração total:                              | Duração total:       | 55:37   |  |

| Rainha da Sucata – Edição portuguesa |                                   |                                           |                     |         |  |
| N.º                                  | Título                            | Compositor(es)                            | Artista(s)          | Duração |  |
| 1.                                   | "Foi Assim (Juventude e Ternura)" | Renato Corrêa Ronaldo Corrêa              | Wanderléa           | 4:17    |  |
| 2.                                   | "Me Chama que Eu Vou"             | Torcuato Mariano Cláudio Rabello          | Sidney Magal        | 3:15    |  |
| 3.                                   | "Sabor de Pecado"                 | Cid Guerreiro                             | Angel               | 3:08    |  |
| 4.                                   | "Gira Gira Pião"                  | Dido Oliveira                             | Dido Oliveira       | 3:54    |  |
| 5.                                   | "Naquela Estação (Leila L)"       | Caetano Veloso João Donato Ronaldo Bastos | Adriana Calcanhotto | 4:43    |  |
| 6.                                   | "Em Busca do Amor" (instrumental) | Sperling                                  | Ary Sperling        | 3:38    |  |
| 7.                                   | "Coisas da Vida"                  | Milton Nascimento Fernando Brant          | Milton Nascimento   | 4:59    |  |
| 8.                                   | "Lambança" (instrumental)         | Richard Lupin                             | Grupo Sucata        | 3:11    |  |
| 9.                                   | "Cigano"                          | Djavan                                    | Djavan              | 4:48    |  |
| 10.                                  | "Melô da Sucata" (instrumental)   | Richard Lupin                             | Grupo Sucata        | 3:12    |  |
| 11.                                  | "Beijo na Boca"                   | João Guimarães George Dias                | Sidney Magal        | 3:19    |  |
| 12.                                  | "Na Captura" (instrumental)       | Ary Sperling                              | Ary Sperling        | 3:26    |  |
| Duração total:                       | Duração total:                    | Duração total:                            | Duração total:      | 45:50   |  |

### Rainha da Sucata - Internacional

#### Lista de faixas
| N.º            | Título                   | Compositor(es)                                             | Artista(s)                   | Duração |  |
| 1.             | "Into My Life"           | Colin Hay                                                  | Colin Hay Band               | 4:16    |  |
| 2.             | "All Around the World"   | Lisa Stansfield Ian Devaney Andy Morris                    | Lisa Stansfield              | 4:26    |  |
| 3.             | "Rebel in Me"            | Jimmy Cliff                                                | Jimmy Cliff                  | 3:46    |  |
| 4.             | "Listen to Your Heart"   | Stock Aitken Waterman                                      | Sonia                        | 3:15    |  |
| 5.             | "Come Back to Me"        | Janet Jackson James Harris III Terry Lewis                 | Janet Jackson                | 4:55    |  |
| 6.             | "Forever"                | Paul Stanley Michael Bolton                                | Kiss                         | 4:06    |  |
| 7.             | "Inside of You"          | Freight Robinson                                           | Howard Thomas & Sarah Bishop | 2:44    |  |
| 8.             | "My Romance"             | Richard Rodgers Lorenz Hart                                | Carly Simon                  | 2:32    |  |
| 9.             | "Send Me an Angel"       | David Sterry Richard Zatorski                              | Real Life                    | 3:50    |  |
| 10.            | "Vision of Love"         | Mariah Carey Ben Margulies                                 | Mariah Carey                 | 3:27    |  |
| 11.            | "It Had to Be You"       | Isham Jones Gus Kahn                                       | Harry Connick Jr.            | 2:36    |  |
| 12.            | "Blue"                   | Geoffrey Williams Jody Spence George Cocchini Monroe Jones | Geoffrey Williams            | 4:07    |  |
| 13.            | "Reve d'Amour"           | Fernand Palome                                             | Nuages                       | 3:00    |  |
| 14.            | "Too Many Lonely Hearts" | Ralph Siegel John O'Flynn                                  | Petula Clark                 | 5:16    |  |
| Duração total: | Duração total:           | Duração total:                                             | Duração total:               | 52:16   |  |

### Trilha complementar:Lambateria Sucata
Capa: Coxas de uma dançarina (ilustração)
| N.º            | Título                          | Música                       | Personagem     | Duração |  |
| 1.             | "Preta"                         | Beto Barbosa                 | Tema Geral     | 03:21   |  |
| 2.             | "Conversa Bonita"               | Fafá de Belém                | Tema Geral     | 03:41   |  |
| 3.             | "É Bom Suar"                    | Moraes Moreira e Pepeu Gomes | Tema Geral     | 02:59   |  |
| 4.             | "Maracangalha"                  | Gerônimo                     | Tema Geral     | 03:02   |  |
| 5.             | "Beijo na Boca"                 | Sidney Magal                 | Tema Geral     | 03:20   |  |
| 6.             | "Gira, Gira Pião"               | Dido Oliveira                | Tema Geral     | 03:55   |  |
| 7.             | "Melô da Sucata (instrumental)" | Grupo Sucata                 | Tema Geral     | 03:13   |  |
| 8.             | "Ouro Puro (Ao Vivo)"           | Elba Ramalho                 | Tema Geral     | 05:34   |  |
| 9.             | "Paixão e Loucura"              | Jorge Altinho                | Tema Geral     | 02:38   |  |
| 10.            | "Sabor de Pecado"               | Angel                        | Tema Geral     | 03:07   |  |
| 11.            | "Vem Lambadear Comigo"          | Banana Split                 | Tema Geral     | 03:21   |  |
| 12.            | "Loirinha"                      | José Orlando                 | Tema Geral     | 02:52   |  |
| 13.            | "Marmelada (Bas Moin Laia)"     | Margareth Menezes            | Tema Geral     | 03:57   |  |
| 14.            | "Lambança (Instrumental)"       | Grupo Sucata                 | Tema Geral     | 03:08   |  |
| Duração total: | Duração total:                  | Duração total:               | Duração total: | 48:16   |  |

Outras canções não incluídas nos álbuns
- "Pagode do Gago", Aluísio Machado, David Correa e Gracia do Salgueiro (tema do churrasco de Maria do Carmo)
- "Você Não Gosta de Mulher (Vegetariano)", Aluísio Machado, David Correa e Gracia do Salgueiro (tema do churrasco de Maria do Carmo)
- "Adagio for Strings", Samuel Barber (tema da morte de Laurinha)
- "Cabaret", Cláudia Raia

## Prêmios
- APCA (1990) - Marisa Orth (Revelação Feminina)